# Nebria (Nebria)

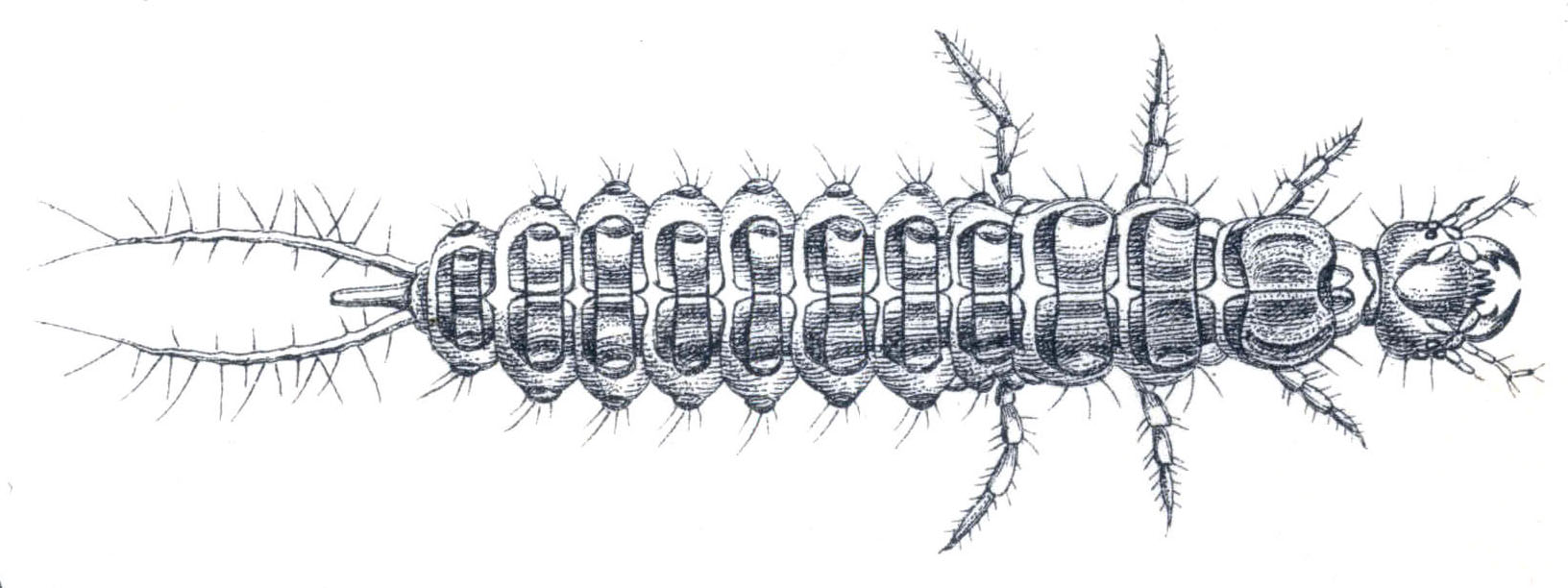
Larwa lesza truskawczaka

Nebria (Nebria) lub Nebria sensu stricto – podrodzaj chrząszczy z rodziny biegaczowatych i podrodziny Nebriinae.

## Taksonomia
Takson opisany został w 1802 roku przez Pierre’a-André Latreille’a. Gatunkiem typowym został Carabus brevicollis Fabricius, 1792.

## Rozprzestrzenienie
Chrząszcze te zasiedlają krainę palearktyczną z jednym, wymarłym gatunkiem z Ameryki Północnej. W Europie występuje ich 53 gatunki. W Polsce stwierdzono dotąd 3 gatunki: N. brevicollis i dwa grupowane wcześniej w podrodzaju Nebria (Alpaeus) tj. Nebria tatrica i Nebria fuscipes.

## Systematyka
Należy tu 80 opisanych gatunków:
- Nebria adjarica Shilenkov, 1983
- Nebria aetolica Apfelbeck, 1901
- Nebria alpicola Motschulsky, 1865
- Nebria andalusia Rambur, 1837
- Nebria andarensis Bolivar y Pieltain, 1923
- Nebria araschinica Reitter, 1892
- Nebria arcensis Ledoux et Roux, 1990
- Nebria asturiensis Bruneau de Mire, 1964
- Nebria atlantica Oberthur, 1883
- Nebria attemsi Apfelbeck, 1908
- Nebria belloti Franz, 1954
- Nebria bonellii M.F. Adams, 1817
- Nebria brevicollis Fabricius, 1792
- Nebria cameroni Andrewes, 1925
- Nebria caucasica Menetries, 1832
- Nebria chelmosensis Maran, 1944
- Nebria cinctella Andrewes, 1925
- Nebria commixta Chaudoir, 1850
- Nebria dahilii Duftschmid, 1812
- Nebria dejeanii Dejean, 1826
- Nebria deuveiana Ledoux et Roux, 1990b
- Nebria elbursiaca B. Bodemeyer, 1927
- Nebria elliptipennis Bates, 1874
- Nebria fageticola Huber & Marggi, 2009
- Nebria faldermanni Menetries, 1832
- Nebria femoralis Chaudoir, 1843
- Nebria finissima Ledoux et Roux, 1990
- Nebria fischeri Faldermann, 1836
- †Nebria fossilis Piton, 1935
- Nebria glacilicola Ledoux et Roux, 2001
- Nebria gotschii Chaudoir, 1846
- Nebria hellwigii Panzer, 1803
- Nebria hemprichi Klug, 1832
- Nebria heydenii Dejean, 1831
- Nebria hikosana Habu, 1956
- Nebria irregularis Jedlicka, 1965
- Nebria korgei Jedlicka, 1965
- Nebria kratteri Dejean, 1831
- Nebria lafresnayei Audinet-Serville, 1821
- Nebria leonensis Assmann, Wrase et Zaballos, 2000
- Nebria macedonica Maran, 1938
- Nebria mandibalaris Bates, 1872
- Nebria mirabili Ledoux et Roux, 1990
- Nebria motschulskyi Chaudoir, 1846
- †Nebria occlusa Scudder, 1900
- Nebria olivieri Dejean, 1826
- Nebria olympica Maran, 1938
- †Nebria paleomelas Scudder, 1897
- Nebria patruelis Chaudoir, 1846
- Nebria plagiata Banninger, 1923
- †Nebria pluto Heer, 1860
- Nebria pontica Ledoux et Roux, 1990
- Nebria posthuma K. Daniel et J. Daniel, 1891
- Nebria punctatostriata Schaufuss, 1876
- Nebria retrospinosa Heyden, 1885
- Nebria rousseleti Ledoux et Roux, 1988
- Nebria rubripes Audinet-Serville, 1821
- Nebria salina Fairmaire et Laboulbene, 1854
- Nebria schlegelmilchi M.F. Adams, 1817
- Nebria sevanenisis Shivenkov, 1983
- Nebria sitiens Antoine, 1937
- Nebria sobrina Schaufuss, 1862
- Nebria speiseri Ganglbauer, 1891
- Nebria storkani Maran, 1939
- Nebria stricta Ledoux et Roux, 1991
- Nebria tatrica L. Miller, 1859
- Nebria taygetana Rottenberg, 1874
- Nebria tenella Motschulsky, 1850
- Nebria thonitida Ledoux et Roux, 1990
- Nebria tibialis Bonelli, 1810
- †Nebria tisiphone Oustalet, 1874
- Nebria transsylvanica Germar, 1824
- Nebria tristicula Reitter, 1888
- Nebria turcica Chaudoir, 1843
- Nebria verticalis Fischer von Waldheim, 1828
- Nebria viridipennis Reitter, 1885
- Nebria vseteckai Maran, 1938
- Nebria vuillefroyi Chaudoir, 1866
- Nebria walterheinzi Ledoux et Roux, 1990